# Roger McGuinn
Roger McGuinn (Chicago, 1942. július 13. –) amerikai énekes, dalszerző, bendzsós, gitáros. A The Byrds együttes tagja volt, majd szólópályára lépett. Szólistakéntként 10 albumot adott ki. Együttműködött Bob Dylannel, Tom Petty-vel, Chris Hillmannel. 12 húros gitár a jellemző hangszere.

## Pályakép
A The Byrds után a The Limelighters együttessel turnézott, utána pedig a Chad Mitchell trioval dolgozott, majd csatlakozott Bobby Darinhoz.
Közben stúdiózenész volt Hoyt Axton, Judy Collins és a Tom & Jerry (később Simon and Garfunkel) duóban, majd David Crosbyval és Gene Clarkkal megalapította a The Jet Set együttest.
McGuinn az egyetlen zenész Mr. Tambourine Man (Bob Dylan-lemez) borítóján (amely híressé tette a The Byrdst). Részt vett a Rolling Thunder Revue turnén Bob Dylannel 1975-1976-ban.
McGuinn az 1990-es években és a 2000-es évek elején új albumokat vett fel.

## Albumok
- Roger McGuinn (1973)
- Peace on You (1974)
- Roger McGuinn & Band (1975)
- Cardiff Rose (1976)
- Thunderbyrd (1977)
- McGuinn, Clark & Hillman (1978)
- City (1980)
- McGuinn − Hillman (1981
- Back from Rio (1990)
- Born to Rock and Roll (1991)
- Live from Mars (1996)
- McGuinn's Folk Den (4 lemezes) (2000)
- Treasures from the Folk Den (2001)
- Limited Edition (2004)
- The Folk Den Project (2005)
- Live from Spain (2007)
- 22 Timeless Tracks from the Folk Den Project (2008)
- CCD (2011)
- Stories, Songs & Friends (2013)
- Sweet Memories (2018)
- Merry Christmas (2020)

## Filmek
- Roger McGuinn az IMDb-n

## Díjak
- Rock and Roll Hall of Fame